# Basistemon
Basistemon je rod grmova  iz porodice trpučevki, dio je tribusa Angelonieae.
Na popisu se nalazi 8 vrsta raširenih uglavnom po Andama, od Venezuele do Argentine. Opisan je u Bull. Soc. Imp. Naturalistes Moscou 36(2): 214. 1863.

## Opis
Rod Basistemon (nekad u porodici Scrophulariaceae) sastoji se od osam vrsta niskih grmova s malosjemenitim plodovima. Rod je srodan Angeloniji i s njom dijeli vrećaste cjevčice vjenčića s unutarnjim žljezdanim dlačicama i eksalbuminoznim sjemenkama s mrežastim egzotestama. B. klugii i B. argutus opisani su kao novi, a nova kombinacija B. pulchellus napravljena je na temelju Desdemona pulchella S. Moore.

## Vrste
1. Basistemon argutus Barringer
2. Basistemon bogotensis Turcz.
3. Basistemon intermedius Edwin
4. Basistemon klugii Barringer
5. Basistemon peruvianus Benth. & Hook.f.
6. Basistemon pulchellus (S.Moore) Barringer
7. Basistemon silvaticus (Herzog) Baehni & J.F.Macbr.
8. Basistemon spinosus (Chodat) Moldenke

## Sinonimi
- Desdemona S.Moore; Trans. Linn. Soc. London, Ser. 4: II. 408 (1895)
- Hassleropsis Chodat; Bull. Herb. Boissier Ser. II. 4: 285 (1904)
- Saccanthus Herzog; Meded. Herb. Leid., No. 29, 47 (1916)